# Бої за Вугледар
Бої за Вугледар — військова операція, частина російського наступу на сході України під час російського вторгнення в Україну в 2022 році.
Збройні сили Російської Федерації почали наступ на Вугледар після захоплення міста Волноваха.
Російські військові здійснили щонайменше дві великі невдалі спроби захопити місто в жовтні — листопаді 2022 року та січні — лютому 2023 року. Обидві завершились великими втратами особового складу та військової техніки. Зокрема, великих втрат зазнала 155-та бригада морської піхоти РФ. Та в перших числах жовтня 2024 року місто було захоплене російськими загарбниками.

## Передумови і значення
З квітня 2022 року Вугледар став одним із вузлів оборони української армії на півдні Донецької області.
Для України місто Вугледар — плацдарм для наступу на Волноваху і Маріуполь, для тиску на Донецьк.
Неподалік Вугледара проходить ділянка залізниці Волноваха — Донецьк. Ця залізниця проходила через лінію розмежування 2014—2022 років і її було частково розібрано. Російській армії критично важливо витиснути українські сили з Вугледара, які не дають змоги використовувати цю ділянку залізниці.

## Битва
На початку березня російські війська захопили місто Волноваха та почали облогу Маріуполя, з'єднавшись із військами в Запорізькій області та фактично захопивши більшу частину півдня України. У Вугледарі, на північ від Волновахи, українські сили підготували оборону, оскільки російські сили нарощували війська для наступу на місто 13 і 14 березня. Лінія фронту зупинилася до кінця березня й до початку квітня. 6 квітня російські війська обстріляли гуманітарний склад у Вугледарі, убивши двох людей і п'ятьох поранивши. Наступного дня російська армія обстріляла місто з гелікоптерів, поранивши людину.
3 травня внаслідок російського обстрілу загинули троє мирних жителів, які шукали питної води. Війська Росії та ДНР 16 травня також почали наступ на Вугледар і Курахове, але безуспішно. Протягом червня більша частина боїв була стримана тривалими повітряними та артилерійськими боями поблизу міста. Під час цих боїв загинув один український військовий. 23 червня російські розвідники були виявлені українськими військовими, розвідгрупа зазнала великих втрат. Російські війська обстрілювали Вугледар до кінця червня.
Протягом більшої частини липня неподалік від Вугледара відбувалися спорадичні обстріли та час від часу наступ. Війська Росії та ДНР здійснили дві спроби прориву 12 та 18 липня, але обидва завершилися безуспішно. 10 серпня російські війська щільно обстріляли Вугледар та навколишні населені пункти та спробували розпочати наступ, але зазнали невдачі.
27 і 28 серпня російські війська здійснили обмежені наземні удари на захід і південний захід від м. Донецьк у напрямку Вугледар (3 км на південний захід від Павлівки) паралельно з наступом на м. Мар'їнка (15 км на захід від м. Донецьк).
На початку листопада російські війська почали штурмувати село Павлівка під Вугледаром з метою оточення українських військ, Сили оборони України відбили атаки. Після кількаденних боїв 155-та бригада морської піхоти ЗС РФ втратила половину всієї техніки та 300 осіб вбитими і пораненими.

### Зимовий штурм 2023 року
В другій половині січня 2023 року російські окупаційні війська почали масований наступ з метою взяття міста Вугледар. 23 січня розпочалося накопичення великої кількості техніки на південь від Вугледару в населеному пункті Кирилівка. 24 січня росіяни пішли на новий штурм Вугледара, силами російських частин — 40-ї та 155-ї бригади морської піхоти Тихоокеанського флоту РФ. Штурм пішов одразу з кількох напрямків. Під Вугледаром у ніч на 24 січня були збиті три російських ударних гелікоптера Ка-52, які прикривали атаку росіян.
29 і 30 січня російські війська продовжували наземні атаки на заході Донецької області. Українські війська відбили російські атаки поблизу села Побєда (вздовж траси Т 0524 Донецьк-Вугледар) та Вугледара.

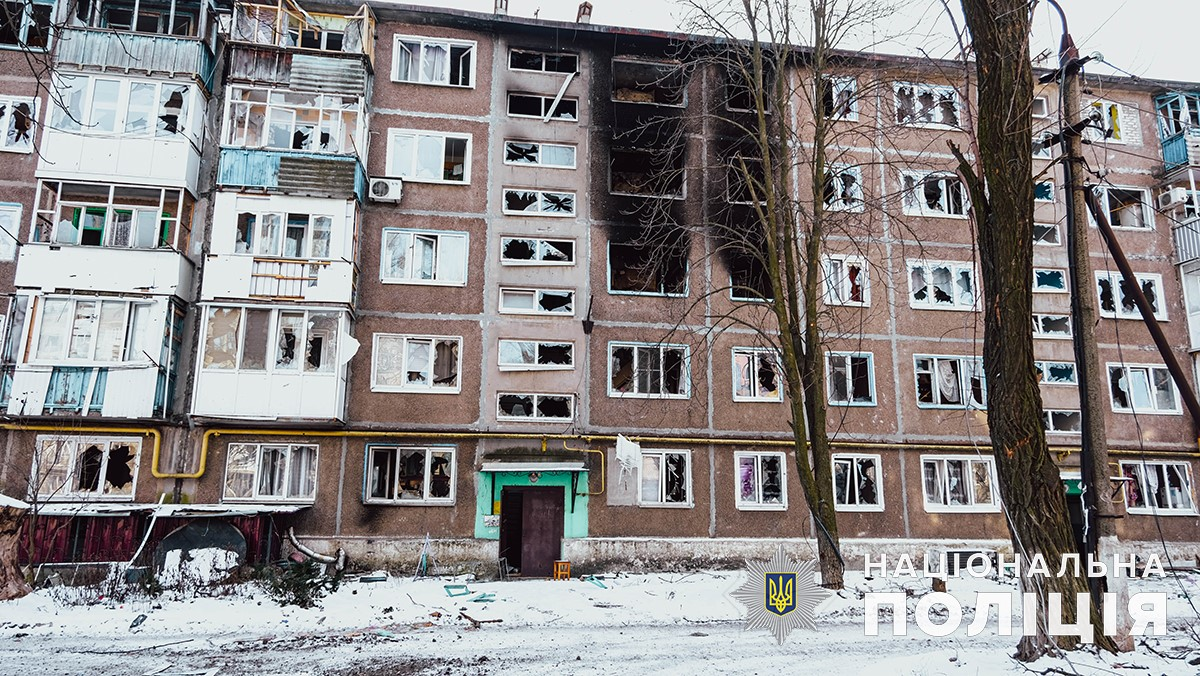
Пошкоджений будинок у Вугледарі, лютий 2023

Після тижневого штурму російські війська просунулись до Вугледара на відстань до 2 км, з подальшою метою оточення міста. Українські війська, які тримали оборону під Вугледаром протягом тижня, завдали важких втрат окупантам.

6 лютого 2023 біля Вугледару, північніше населеного пункту Шевченко, бійці 52-го окремого стрілецького батальйону знищили штурмову групу 1-го мотострілецького батальйону «Алга» 72-ї бригади ЗС РФ.

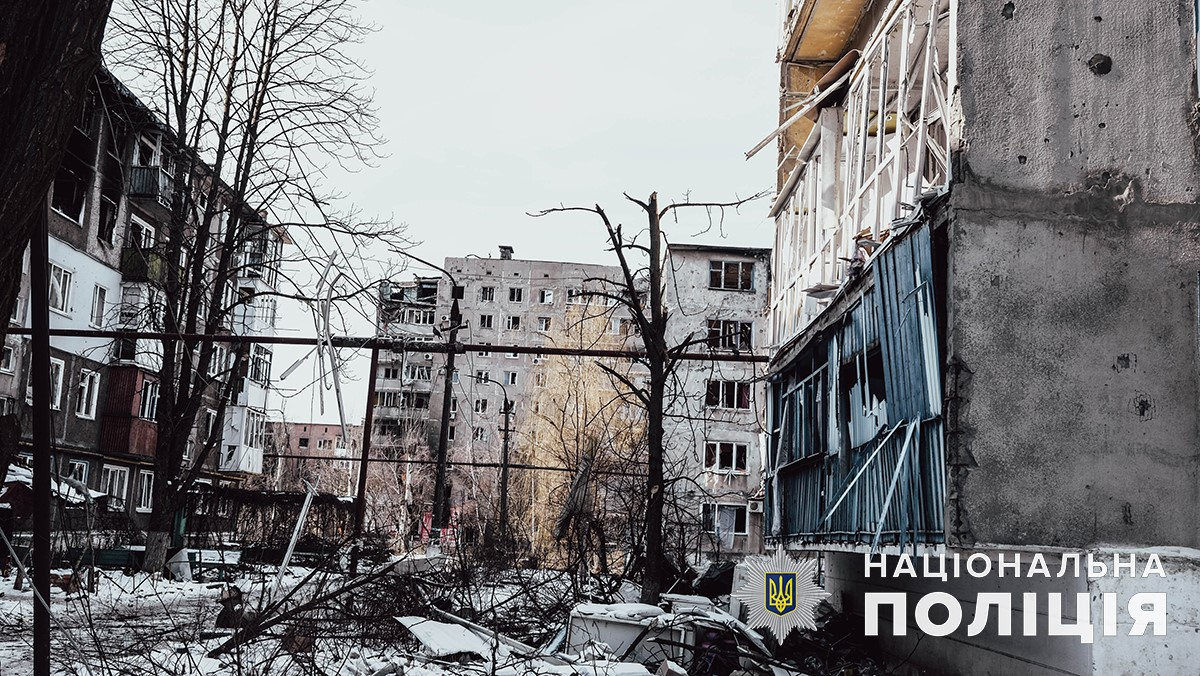
Будинки у Вугледарі, лютий 2023

9 лютого Сили оборони України розбили чисельну штурмову бронегрупу російських військ: танки, бойові машини піхоти, бронетранспортери та інженерні машини розгородження. З українського боку у бою брала участь 72-га окрема механізована бригада, 55-та окрема артилерійська бригада та 35-та окрема бригада морської піхоти ЗСУ.
За тиждень днів боїв російські війська втратили близько 130 одиниць техніки, в тому числі 36 одиниць танків.

### Захоплення міста росіянами
У вересні 2024 року внаслідок успішних флангових ударів росіян виникла загроза оточення міста. Тому наприкінці вересня 2024 року українські війська почали вихід з міста.
28 вересня 2024 року російська армія посилила натиск на місто. У Маріуполі було помічено 5 тисяч солдатів, які рухались у бік Вугледара.
1 жовтня 2024 року голова Донецької ОВА Вадим Філашкін заявив, що російські загарбники майже дістались до центра міста.
2 жовтня 2024 року Сили оборони України повідомили, що залишили місто з метою збереження бойової техніки та живої сили.